# آلفين بيترسون هوفي
آلفين بيترسون هوفي هو ضابط وقاضي ومحامي ودبلوماسي وسياسي أمريكي، ولد في 6 سبتمبر 1821 في ماونت فيرنون في الولايات المتحدة، وتوفي في 23 نوفمبر 1891 في إنديانابوليس في الولايات المتحدة. نشط حزبياً في الحزب الجمهوري. وقد انتخب سفير وانتخب حاكم إنديانا ‏ (14 يناير 1889 – 23 نوفمبر 1891) وانتخب عضو مجلس النواب الأمريكي ‏.